# Thomasfosfat

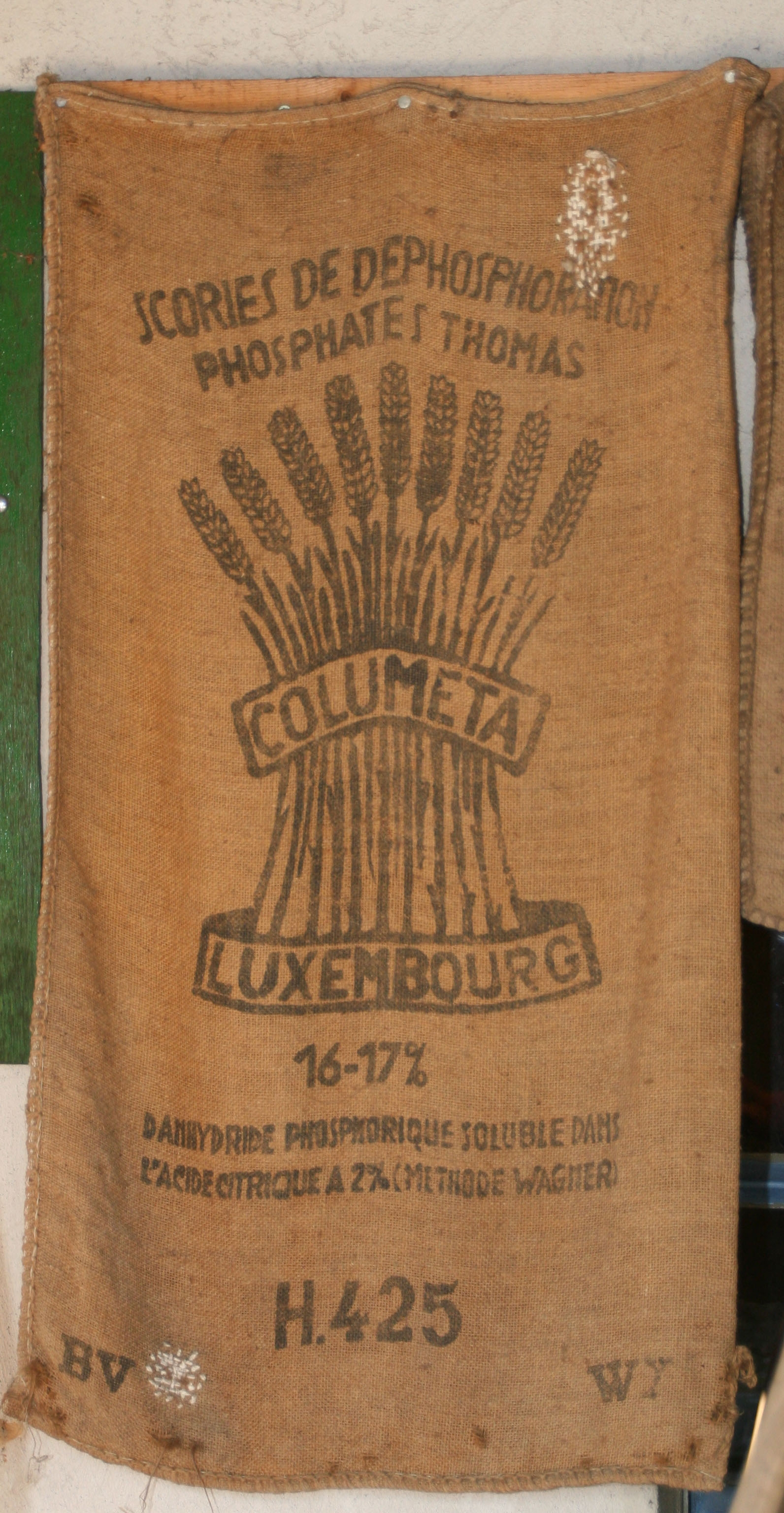
En säck Thomasfosfat

Thomasfosfat, även kallat Thomasmjöl eller Thomasslagg, är en fosforrik biprodukt som bildas vid Thomasprocessen, där kalksten (dolomit) används för att avlägsna fosfor ur järnet. Thomasfosfat innehåller approximativt 43% CaO och 21 % P2O5. Resten är huvudsakligen FeO och SiO2.
Thomasfosfat användes länge för gödsling av åkrar, och är uppkallad efter Sidney Gilchrist Thomas, en av Thomasprocessens upphovsmän.